# Zsukovszkij (családnév)
A Zsukovszkij (oroszul, cirill betűkkel: Жуковский) régi orosz családnév.

## Híres Zsukovszkij nevű személyek
- Vaszilij Andrejevics Zsukovszkij (1783–1852) orosz író, költő, műfordító, tanító, később udvari tanácsos.
  - Alekszandra Vasziljevna Zsukovszkaja (1842–1899) orosz udvarhölgy, Vaszilij A. Zsukovszkij költő leánya, Alekszej Alekszandrovics nagyherceg szeretője.
- Nyikolaj Ivanovics Zsukovszkij (1833–1895) orosz narodnyik, forradalmár aktivista.
- Nyikolaj Jegorovics Zsukovszkij (1847–1921) orosz matematikus, mérnök, az áramlástan kutatója, a repüléselmélet úttörője.